# Mireia Capdevila Choy
Mireia Capdevila Choy (Sabadell, 18 d'octubre de 1988) és una entrenadora de bàsquet catalana.
Començà a entrenar amb disset anys al Club Esportiu Sant Nicolau, on compaginà el rol de jugadora i entrenadora de les diferents categories de l'entitat vallesana. Posteriorment, dirigí les categories de formació del Club Bàsquet Femení Sant Adrià (2017-21) i del Club Joventut Badalona (2021-22). L'estiu de 2022 fitxà pel Milar Córdoba BF de la Lliga Femenina Challenge. A nivell de seleccions, ha dirigit la selecció catalana infantil femenina, proclamant-se campionat estatal (2010), i la cadet masculina. A més, ha format part del cos tècnic de la selecció espanyola sub-13 i sub-16, amb el qual aconseguí una medalla d'argent al Campionat d'Europa sub-16 (2022). El gener de 2023 fou nomenada com a sotsdirectora de seleccions de la Federació Catalana de Basquetbol i dirigí la selecció catalana femenina absoluta en un partit internacional contra Ucraïna el maig de 2023.